# Nagaragawa Stadium
Nagaragawa Stadium är en multiarena belägen vid Gifu Memorial Center i Gifu, Japan. Den används mestadels för fotboll.  Arenan är hemmaplan för fotbollslaget FC Gifu.  Den öppnades 1991 och har plats för 31000 åskådare. 